# Аспинвол (Ајова)
Аспинвол (енгл. Aspinwall) град је у америчкој савезној држави Ајова. По попису становништва из 2010. у њему је живело 40 становника.

## Демографија
Према попису становништва из 2010. у граду је живело 40 становника, што је -18 (-31.0%) становника више него 2000. године.
| Група             | 2000.       | 2010.       |
| Белци             | 58 (100.0%) | 40 (100.0%) |
| Афроамериканци    | 0 (0,0%)    | 0 (0,0%)    |
| Азијати           | 0 (0,0%)    | 0 (0,0%)    |
| Хиспаноамериканци | 0 (0,0%)    | 0 (0,0%)    |
| Укупно            | 58          | 40          |